# 阿什格羅夫鎮區 (內布拉斯加州富蘭克林縣)
阿什格羅夫鎮區（英語：Ash Grove Township）是位於美國內布拉斯加州富蘭克林縣的一個行政鎮區。

## 地方資料
阿什格羅夫鎮區的面積為185.74平方千米，當中陸地面積為185.63平方千米，而水域面積為0.11平方千米。根據2020年美國人口普查的數據，當地共有人口107人，而人口密度為每平方千米0.58人。